# 德格王
德格王（藏語：སྡེ་དགེ་རྒྱལ་པོ，威利转写：sde dge rgyal po）是在康區德格（今四川省甘孜藏族自治州德格縣）一帶的王國領袖，也是明朝、清朝時期的世襲土司。
德格王的祖先是祿東贊的兒子贊悉若。在699年杜松芒波傑對噶爾氏進行清洗時，贊悉若的次子逃到康區一帶，成為德格王的祖先。德格家族第三十二代孙索郎仁钦曾受过萨迦派第五代祖师八思巴的赏识，并赐名“四德十格之大夫”。之后他们就把他们家族的名称命名为“德格”:第24页。
15世紀中葉，德格家族的第三十六代孫博塔·扎西森根把統治中心搬到德格縣更慶鎮，自稱「德格王」，成為第一代德格王。第六代德格土司嘎马松統治建立了更慶寺，此後按照慣例，德格王族由長子擔任更慶寺大喇嘛，次子繼承王位。
在和碩特汗國興起之後，德格王與和碩特結盟，第七代德格王向巴彭錯被固始汗封為「德格僧王」。德格王的勢力迅速壯大，在1639年攻滅白利土司。此後又不斷對外擴張，击败林葱土司并将之降为附庸，至1775年，全盛時期的德格王領有德格、鄧柯、石渠、白玉、同普、贡觉、達日、称多、甘孜和新龍等地区。
1728年，清朝在德格設立德爾格忒安撫司，以德格王為安撫使；1732年改為德爾格忒宣慰司。
1799年，德格王族發生內亂，勢力開始衰微:第24页。1853年，奪取瞻對土司之位的農奴起義軍首領波日·工布朗結發兵攻破德格，德格王切麥打比多吉被俘，直到這場叛亂平定後方才回到德格復位。德格王接受薩迦派的教法，與薩迦派的更慶寺保持密切的聯繫，同時與寧瑪派與噶舉派的五座主寺維持緊切的關係。這與甘丹頗章政權獨尊格魯派不同。
1908年，德格王多青僧格與其弟昂翁降白仁青不睦，治兵相攻，川滇邊務大臣趙爾豐以平定叛亂為藉口滅了昂翁降白仁青，又趁機廢除多青僧格的土司之位，改土歸流，設置德化州。

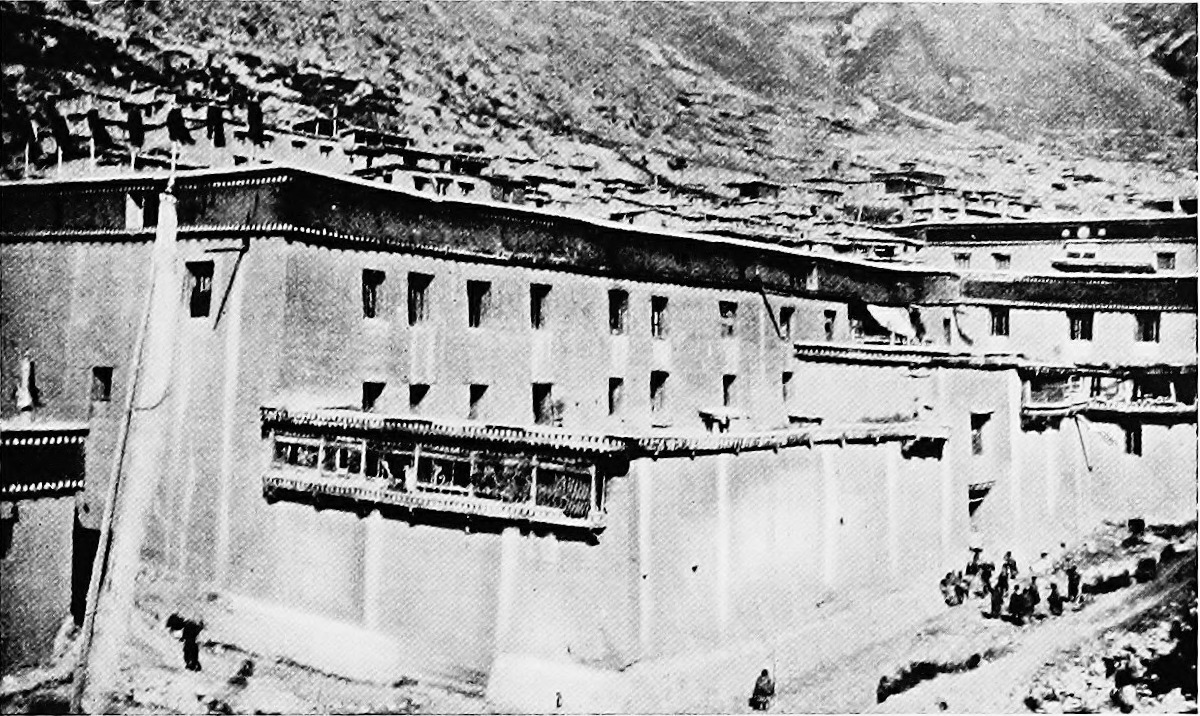
1918年的德格王宗堡

1918年，西藏與川軍發生第一次康藏邊界糾紛，十三世達賴喇嘛派兵攻取了德格，恢復土司制度。西藏噶廈政府把德格王稱為「德格本」（藏語：སྡེ་དགེ་དཔོན，威利转写：sde dge dpon），又冊封給他「第悉」（藏語：བདེ་སྲིད་，威利转写：bde skyid）的官職。1932年，德格被川軍攻陷，但仍保留土司制度。1956年，執政的中國共產黨實行民主改革，第51代德格王降央伯姆主動放棄土司頭銜，交出了家族財產。自此德格王的歷史告終。

## 外部連結
- 德格王世系 （页面存档备份，存于）
- DEZHUNG RINPOCHE'S SUMMARY AND CONTINUATION OF THE "SDE-DGE'I RGYAL-RABS" （页面存档备份，存于）